# Conophyma tarbinskyi
Conophyma tarbinskyi är en insektsart som beskrevs av Miram 1931. Conophyma tarbinskyi ingår i släktet Conophyma och familjen Dericorythidae. Inga underarter finns listade i Catalogue of Life.